# Wilhelm Cauer
Wilhelm Cauer (Berlino, 24 giugno 1900 – Berlino, 22 aprile 1945) è stato un matematico e fisico tedesco, noto per i suoi studi fondamentali sui filtri elettronici.

## Biografia
Cauer si interessò inizialmente alla relatività generale, ma passò dopo breve tempo all'ingegneria elettronica. Si laureò nel 1924 in fisica applicata all'università tecnica di Berlino. Nel 1925 si sposò con Karoline Cauer, dalla quale ebbe sei figli. Nel 1927 ottenne un posto di assistente ricercatore all'istituto di matematica dell'università di Gottinga, e l'anno successivo diventò un docente esterno.
Mentre lavorava per una filiale tedesca della Bell Telephone Company venne in contatto con ingegneri statunitensi esperti nel settore dei filtri elettronici. Durante la crisi economica che colpì la Germania negli anni venti si trovò in difficoltà a sostenere la famiglia e si spostò negli Stati Uniti, dove tramite un contributo della fondazione Rockefeller studiò al MIT e ad Harvard. Là ebbe modo di studiare le prime tecniche sui computer prima di tornare in Germania. Lavorò con Vannevar Bush, che stava sviluppando macchine per la soluzione di problemi matematici.
Per breve tempo lavorò con una società di radiocomunicazioni di Newark, poi tornò in Germania a Gottinga, con l'intenzione di costruire un computer analogico, ma non riuscì ad ottenere finanziamenti a causa della depressione seguita alla crisi economica del 1929. In seguitò lavorò per diversi anni con la Verband Deutscher Elektrotechniker (VDE), ma nel 1942 la lasciò per contrasti con Karl Willy Wagner, che era stato il supervisore della sua tesi di laurea, dopo che Cauer non accettò di sostenere Wagner in alcune sue proposte.
Nel 1941 fu pubblicato il primo volume del suo libro più importante, Theorie der linearen Wechselstromschaltungen (Akad. Verlags-Gesellschaft Becker und Erler, Leipzig, 1941), poi tradotto in inglese in Synthesis of Linear Communication Networks (McGraw-Hill, New York, 1958). Quest'opera costituì la base per la progettazione e costruzione dei filtri elettronici usati nelle radiocomunicazioni, in quanto fornisce metodi matematici che permettono di progettare i filtri secondo le caratteristiche richieste, senza bisogno, come si faceva in precedenza, di dover fare prove sperimentali successive per arrivare al risultato desiderato.
Molti manoscritti di Cauer contenenti le sue ricerche andarono persi nel corso della guerra, ma la sua famiglia riuscì a ricostruirne gran parte tramite sue note e dopo la guerra fu pubblicato il secondo volume della Theorie der linearen Wechselstromschaltungen.